# Ким, Вера Александровна
Вера Александровна Ким (род. 30 июля 1982 года, Павлодар, Павлодарская область, Казахская ССР) — казахстанский общественный деятель, депутат Мажилиса Парламента Республики Казахстан VII—VIII созывов.

## Биография
Окончила в 2003 году Алматинскую академию экономики и статистики по специальности «Бухгалтерский учет и аудит», в 2017 году получила степень магистра социальных знаний в Павлодарском государственном университете имени С.Торайгырова. Имеет международный тренерский сертификат по волонтёрству. Сертифицированный руководитель проектов IPMA level С.
С 2003 года начала работать в должности заместителя директора Павлодарского городского социально-волонтёрского центра, в период с 2005 года по 2006 год исполняющая обязанности директора центра.
С 2006 по 2010 годы работала председателем МОО «Социально-волонтёрский центр».
2010—2012 годы — директор волонтёрских программ в ОЮЛ «Гражданский альянс Казахстана».
С 2012 года по настоящее время — председатель ОЮЛ «Национальная волонтёрская сеть».
2017—2021 годы — руководитель координационного агентства проекта развития молодёжного корпуса «Zhasproject».
С марта 2019 года — член политсовета партии «Nur Otan».
С января 2021 года по январь 2023 года — депутат Мажилиса Парламента Республики Казахстан VII созыва от партии «Nur Otan» (с 1 марта 2022 года переименована в партию «Аманат»), член комитета по социально-культурному развитию.
С 19 сентября 2023 года — депутат Мажилиса Парламента Республики Казахстан VIII созыва от партии «Аманат».

## Награды
- Медаль «Ерен еңбегі үшін» (За трудовое отличие) (29 ноября 2019 года)
- «Халық алғысы» (Народная благодарность) (19 июня 2020 года)
- Медаль «25 лет Ассамблее народа Казахстана» (3 июля 2020 года)